# Neil Adams (Fußballspieler)
Neil James Adams (* 23. November 1965 in Stoke-on-Trent) ist ein ehemaliger englischer Fußballspieler. Der rechte Flügelspieler gewann 1987 mit dem FC Everton die englische Meisterschaft und verbrachte dann den Großteil seiner Profikarriere in Diensten von Oldham Athletic und Norwich City. Er war gleichsam für seine agile Spielweise, punktgenauen Flanken und Treffsicherheit vom Elfmeterpunkt bekannt.

## Sportlicher Werdegang

### Stoke & Everton (1985–1989)
Adams’ Profikarriere begann ab der Saison 1985/86 in der zweiten englischen Liga beim heimischen Stoke City. Dort kam der rechte Flügelspieler am 21. September 1985 in der Partie bei Charlton Athletic zu seinem Ligadebüt und bis zum Ende der Saison 1985/86 behielt er den Platz in der Mannschaft auch. Mit seiner agilen Spielweise und den genauen Flanken weckte er schnell Begehrlichkeiten für „höhere Aufgaben“ und noch vor seiner ersten (und einzigen) Berufung in die englische U-21-Auswahl Anfang September 1986 war er für eine Ablösesumme von 150.000 Pfund zur Spielzeit 1986/87 in die First Division zum FC Everton gewechselt. In den drei Jahren für die von Trainer Howard Kendall betreuten „Toffees“ gelang ihm jedoch nie der erhoffte sportliche Durchbruch und stand in der Rangordnung hinter Spielern wie Trevor Steven zurück, wenngleich er in der Meistersaison 1986/87 zwölf Ligaeinsätze vorweisen konnte, die ihm zumindest eine offizielle Medaille einbrachten. In den letzten beiden Jahren bis zum Sommer 1989 folgten nur noch acht weitere Meisterschaftspartien und kurz nach der Jahreswende lieh ihn der Klub für die restlichen Spiele der Saison 1988/89 an den Zweitligisten Oldham Athletic aus. Nach Ablauf der Leihperiode waren die „Latics“ unter Trainer Joe Royle ausreichend überzeugt und verpflichteten ihn für 100.000 Pfund.

### Oldham Athletic (1989–1994)
Obwohl Adams in seiner ersten vollständigen Saison 1989/90 auch in Oldham zunächst nicht über die Rolle des Ergänzungsspielers hinaus kam und häufig nur eingewechselt wurde, war er im zweiten Jahr ein wichtiger Bestandteil des Teams, das den Aufstieg in die erste Liga bewerkstelligte – der Verein war zuvor 68 Jahre lang der Eliteklasse ferngeblieben. Weiteres Indiz für seinen zunehmend bedeutenderen Stellenwert war Ende April 1990 seine Nominierung in die Startelf des Ligapokalendspiels gegen Nottingham Forest gewesen – die Partie endete mit einer 0:1-Niederlage. In der letzten englischen Erstligasaison vor Einführung der Premier League „teilte“ er sich je nach taktischer Vorgabe die Position des rechten Flügelspielers mit Roger Palmer und sicherte sich mit seinen Mannen letztlich komfortabel den Klassenerhalt. In der anschließenden Premier-League-Debütsaison 1992/93 lieferte Adams seine wohl besten Leistungen in der Karriere ab, als er auf der rechten Seite maßgeblichen Einfluss auf den erneuten (wenngleich knappen) Klassenerhalt hatte und dazu nicht weniger als neun Tore beitrug; dazu zählten Tore gegen den FC Liverpool, FC Everton, FC Chelsea und ganz besonders der 1:0-Siegtreffer gegen den späteren Meister Manchester United. Zwar konnte Oldham Athletic im dritten Jahr den Abstieg dann nicht mehr verhindern, aber Adams hatte die entscheidende Phase dort auch nicht mehr mitverantwortet. Bereits Anfang 1994 hatte Ligakonkurrent Norwich City eine offizielle Transferanfrage gestellt und nach einer Verhandlungsperiode ließ ihn Oldham Athletic Mitte Februar 1994 für 250.000 Pfund ziehen.

### Norwich City (1994–1999)
In den verbleibenden Spielen der Saison 1993/94 kam Adams, der die erste Verpflichtung des neuen Trainers John Deehan gewesen war, noch in 13 Ligaspielen zum Zuge und verhalf dem Klub nach den ersten 21 Partien der Spielzeit 1994/95 zu einem zeitweiligen Sprung auf den sechsten Platz, bevor ihm später Daryl Sutch häufiger vorgezogen wurde, bis letztlich beide Akteure stetig in die Aufstellung hinein- und herausrotierten – zum Ende musste Norwich trotz des „Anfangshochs“ in die Zweitklassigkeit absteigen. Dank seiner Vielseitigkeit blieb Adams auch weiter fester Bestandteil der Mannschaft, obwohl er in der Saison 1995/96 häufiger ins Mittelfeldzentrum oder gar in die Außenverteidigung auswich. Weiterer Ausdruck der Offensivstärke waren dabei sein Weitschusstor im ersten Spiel gegen West Bromwich Albion und ein sehenswerter Treffer nach einem Alleingang am letzten Spieltag im Derby gegen Ipswich Town. Seine beste Torausbeute erreichte Adams dann in der Saison 1996/97, in der er nur ein Pflichtspiel verpasste und 16 mal traf. Dabei hatte er sich auch vom Elfmeterpunkt zum Experten entwickelt und gleich neun Strafstöße verwandelt, was den neuen Trainer Mike Walker dazu veranlasste, ihn als den wohl besten Elfmeterschützen überhaupt zu adeln.
In der Saison 1997/98 tat sich Adams dann schwer bei der Bestätigung seiner Vorjahresleistungen, wurde dann im Dezember 1997 aufgrund einer Personalnotlage ins Mittelfeldzentrum verschoben und brach sich im selben Monat den Fuß. Dadurch musste er bis März 1998 pausieren und kehrte schließlich gegen den FC Middlesbrough in die Mannschaft zurück. Weiteres Verletzungspech gesellte sich dazu in Form eines Schlüsselbeinbruchs im August 1998 aus der Partie gegen Swansea City und einer weiteren Fußverletzung im Februar 1999 gegen Stockport County. Dazu verließ ihn sogar das Glück von Elfmeterpunkt und er verschoss im Ligapokal gegen Swansea den ersten Strafstoß in seiner Profikarriere. Der im Mai 1999 auslaufende Vertrag wurde dann von dem neuen Trainer Bruce Rioch nicht mehr verlängert.

### Karriereausklang (1999–2001)
Adams kehrte im Juli 1999 zu Oldham Athletic zurück, das mittlerweile in die Drittklassigkeit abgestiegen war. In der etwas ungewohnten Rolle eines offensiven Außenverteidigers als „Wing-back“ zeigte er nur selten die gewohnten Stärken, behielt diese Position allerdings bis Februar 2000 inne, bevor in der Partie gegen die Bristol Rovers eine alte Verletzung wieder aufging und zudem eine weitere Operation notwendig wurde, nachdem sich eine eingesetzte Schraube in den Fuß „gebohrt“ hatte. Weiteres Ungemach kam im Oktober 2000 dazu, als er in der Partie gegen Stoke City derart unglück fiel, dass sein Kreuzband in Mitleidenschaft gezogen wurde. Zwar kämpfte er sich nach der Gesundung wieder kurzzeitig in die Mannschaft zurück, aber sein Vertrag wurde letztlich aus Furcht vor weiteren Verletzungsproblemen nicht mehr verlängert. Der AFC Rochdale äußerte anschließend sein Interesse an einer Verpflichtung, aber Adams kam einem weiteren Vereinswechsel durch seine Rücktrittsverkündung im Juli 1999 zuvor.
Nach der aktiven Karriere übernahm Adams in der Jugendabteilung von Norwich City erste Traineraufgaben und betreute vor allem die U-14-Auswahl. Daneben machte er mit der UEFA-A-Lizenz den notwendigen Trainerschein für ein eventuelles Arbeiten als Cheftrainer einer Profimannschaft.

## Titel/Auszeichnungen
- Englische Meisterschaft (1): 1987